# Wilcoxius loewi
Wilcoxius loewi là một loài ruồi trong họ Asilidae. Wilcoxius loewi được Bromley miêu tả năm 1929.